# Rue Montoulieu-Vélane
La rue Montoulieu-Vélane (en occitan : carrièra Montoliu) est une voie de Toulouse, chef-lieu de la région Occitanie, dans le Midi de la France.

## Situation et accès

### Description
La rue Montoulieu-Vélane est une voie publique. Elle se trouve dans le quartier Saint-Étienne, dans le secteur 1 - Centre.
La chaussée compte une seule voie de circulation automobile en sens unique, de la place Montoulieu vers la rue de la Trilhe. Elle est définie comme une zone de rencontre et la vitesse y est limitée à 20 km/h. Il n'existe pas de bande, ni de piste cyclable, quoiqu'elle soit à double-sens cyclable.

### Voies rencontrées
La rue Montoulieu-Vélane rencontre les voies suivantes, dans l'ordre des numéros croissants (« g » indique que la rue se situe à gauche, « d » à droite) :
1. Rue Vélane
2. Rue Neuve (g)
3. Place Montoulieu

### Transports
La rue Montoulieu-Vélane n'est pas directement desservie par les transports en commun Tisséo. Elle se trouve en revanche à proximité des allées Forain-François-Verdier, parcourues par la ligne de Linéo L9 et les lignes des bus 2944 et des allées Jules-Guesde, par les lignes de bus 66, tandis que la rue Théodore-Ozenne est desservie par la navette Ville. Les stations de métro les plus proches sont les stations Carmes et François-Verdier, sur la ligne .
La station de vélos en libre-service VélôToulouse la plus proche est la station no 66 (rue du 8-Mai-1945). 

## Odonymie
La rue Montoulieu-Vélane tient son nom de la proximité de la porte Montoulieu et de la place du même nom. Au Moyen Âge, ensemble avec l'actuelle rue Montoulieu-Saint-Jacques, elle portait simplement le nom de rue Montoulieu : les premières mentions en remontent au milieu du XIVe siècle. Ce nom lui venait probablement d'un mont des Oliviers (mont oliu en occitan), mal identifié. En 1794, pendant la Révolution française, elle fut renommée rue des Thermopyles, en hommage à la fameuse bataille du roi de Sparte Léonidas, symbole du combat pour la liberté grecque face aux barbares et aux tyran perses, célébré après 1792 comme l'exemple de la lutte de la France révolutionnaire contre les monarchies européennes. En 1806, la rue retrouve son premier nom, quoique le qualificatif de Vélane lui est adjoint, à cause de la proximité de la rue Vélane.

## Histoire

### Moyen Âge et période moderne
Au Moyen Âge, la rue Montoulieu (actuelles rues Montoulieu-Vélane et Montoulieu-Saint-Jacques) appartient au capitoulat de Saint-Étienne. Elle est parallèle au rempart de la ville et au chemin des Escoussières qui le longe (actuelle rue Escoussières-Montgaillard) et permet de relier les deux principales portes au sud-est, la porte Montoulieu et la porte Montgaillard. On trouve d'ailleurs, sur certains actes du XIVe siècle, l'appellation apud trencalem de Montis Olivii  (« près du fossé de Montoulieu » en latin). Du côté sud, la plupart des constructions sont de modestes bâtiments qui s'ouvrent sur le chemin des Escoussières. Du côté nord, on trouve principalement des dépendances des maisons et des immeubles des rues voisines.
Au XVIe siècle, la population est majoritairement composée de notaires, de procureurs au Parlement et d'artisans. Les constructions modestes, particulièrement les immeubles en corondages, du XVe siècle ou du XVIe siècle, sont encore nombreuses (actuels no 22, 24, 30, 36 et 38). Les membres de l'élite aristocratique toulousaine, nombreux dans le quartier, possèdent plusieurs maisons, mais ils ne les habitent pas, les mettant en location auprès des artisans. Au XVIIIe siècle, quelques propriétaires font élever de belles constructions (actuels no 9, 11 et 15). On peut distinguer une famille de musiciens, qui occupe le no 9 de la rue : en 1728, Jean-Charles Desforats, organiste de Saint-Étienne ; en 1749, son gendre, Nicolas Levens, maître de chapelle ; en 1761, le gendre de ce dernier, Nicolas Valois, également organiste de Saint-Étienne. L'hôtel Descoffres est l'immeuble le plus remarquable de l'époque, avec des balcons ornés de garde-corps en fer forgé du serrurier Joseph Bosc.

### Époque contemporaine
La plupart des constructions les plus modestes sont remplacées par de nouveaux immeubles au XIXe siècle.

## Patrimoine et lieux d'intérêt

### Hôtel particulier
- no  11 : hôtel Descoffres.  Classé MH (1926, balcon ; décor extérieur)[5]. 
Ce petit hôtel particulier de la fin du XVIIIe siècle présente une façade élégante, mais étroite, de style néo-classique Louis XVI. Il se développe sur cinq niveaux décroissants et séparés par d'épais cordons de brique. Au rez-de-chaussée, la porte est rectangulaire, et possède des piédroits en pierre. Lors d'un remaniement récent, le mur de façade a été reculé pour aménager un porche. Aux étages, les fenêtres sont rectangulaires, soulignées par un chambranle à crossettes et ornées d'une clé centrale. Celles du 1er étage ont également des garde-corps en fer forgé dus au ferronnier Joseph Bosc. Les formes géométriques simples sont mises en valeur par des ornements dont les thématiques sont inspirées de l'Antiquité et de la nature. Le motif central du balcon gauche manque. La façade est couronnée par une large frise de métopes et triglyphes[6].

### Immeubles
- no  9 : immeuble. 

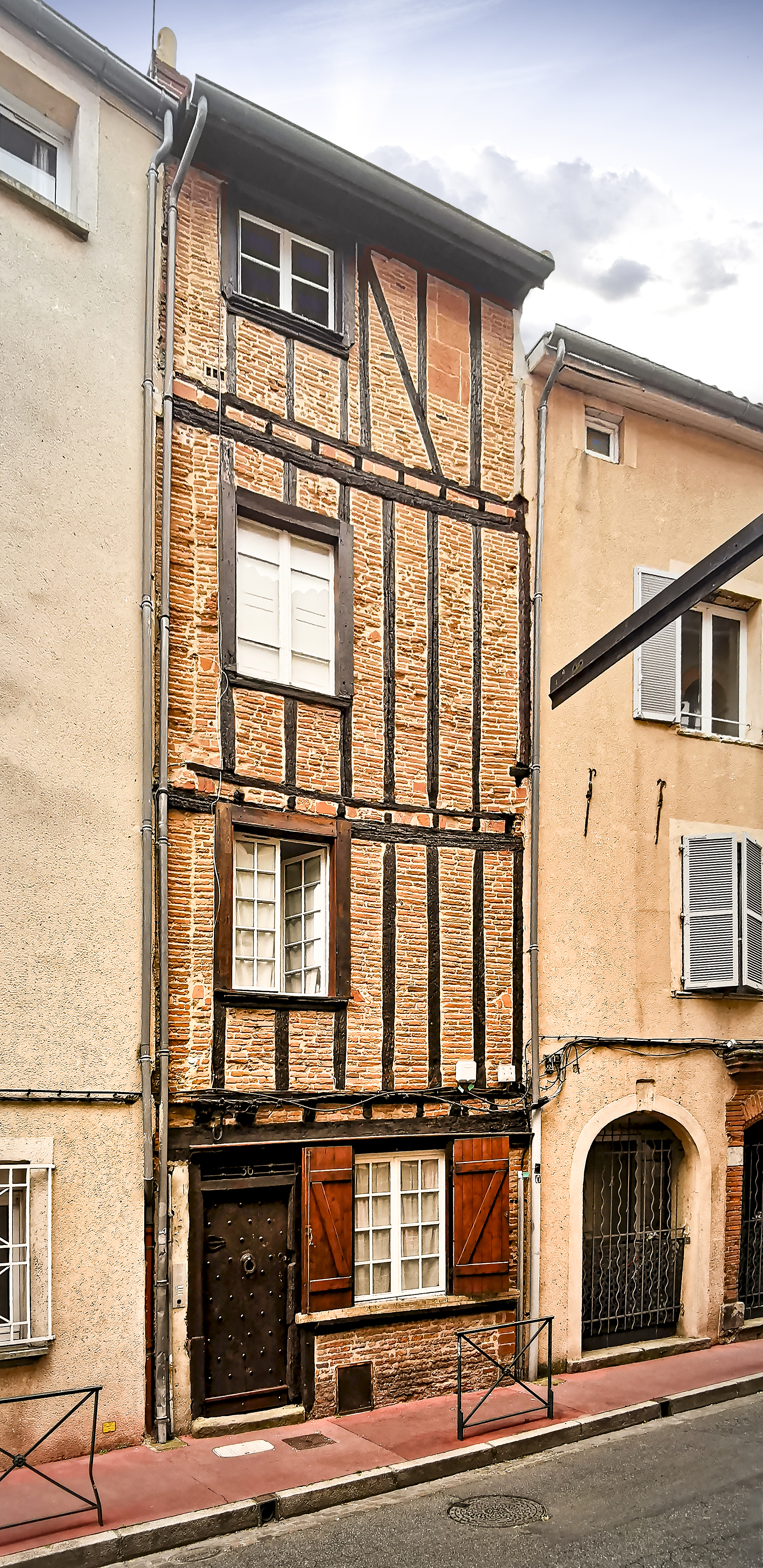
no 36 : immeuble en corondage (XVIe siècle).

L'immeuble est construit dans la première moitié du XVIIIe siècle. Il compte deux travées et se développe sur trois étages de dimensions décroissantes et séparés par des cordons de brique. Les fenêtres des étages sont segmentaires et possèdent un appui en pierre. Celles du 1er étage sont ornées de garde-corps en fer forgé. L'élévation est couronnée par une large corniche moulurée[7].

- no  15 : immeuble. 
L'immeuble est construit dans la deuxième moitié du XVIIIe siècle dans le style néo-classique Louis XVI. Il compte trois travées et se développe sur trois étages de dimensions décroissantes et séparés par des cordons de brique. Les fenêtres des étages sont rectangulaires et mises en valeur par des chambranles à ressaut. Celles du 1er étage sont surmontées de tables ornées de guirlandes et de larges corniches, soutenues par des consoles. Elles sont également dotées de garde-corps en fonte aux motifs géométriques, qui portent un monogramme composé des lettres B et L. L'élévation est couronnée par une large corniche moulurée et à modillons. Sur la cour, les corps de bâtiment sont d'une construction plus modeste que la façade et sont enduits. La cage d'escalier s'inscrit dans une structure en pan de bois reposant au rez-de-chaussée sur deux colonnes en pierre[8].

- no  22 : immeuble. 
L'immeuble en corondage est peut-être élevé au XVIe siècle. La façade étroite ne compte qu'une seule travée. Elle est construite en pan de bois couvert d'enduit. Les quatre niveaux sont séparés par des cordons en bois[9].

- no  24 : immeuble. 
L'immeuble en corondage est peut-être élevé au XVIe siècle. La façade étroite ne compte qu'une seule travée. Le rez-de-chaussée est maçonné de briques, mais les étages sont construits en pan de bois couvert d'enduit. Des cordons en bois, qui courent au niveau des appuis des fenêtres séparent les niveaux[10].

- no  30 : immeuble. 
L'immeuble en corondage est peut-être élevé au XVIe siècle. La façade compte deux travées. Les étages sont construits en pan de bois. Les fenêtres rectangulaires sont mises en valeur par les larges appuis soutenus par de petites consoles. Une fine corniche moulurée en bois sépare le 2e et le 3e étage, tandis qu'une large corniche à modillons, également en bois, couronne toute l'élévation[11].

- no  36 : immeuble. 
L'immeuble est en corondage. Il est élevé au XVIe siècle ou au siècle suivant. Le rez-de-chaussée est maçonné en brique. La porte, qui s'ouvre à gauche, a conservé son huisserie en bois et sa ferronnerie en fer forgé. Les trois étages sont en pans de bois à grille hourdé de briques. Les fenêtres ont des appuis moulurés en bois.